# District de Saint-Jean-de-Losne
Le district de Saint-Jean-de-Losne est une ancienne division territoriale française du département de la Côte-d'Or de 1790 à 1795.
Il est composé des cantons de Saint Jean de Losne, Aiserey, Auxonne, Bonnencontre, Labergement les Seurre et Seurre.